# Maupihaa

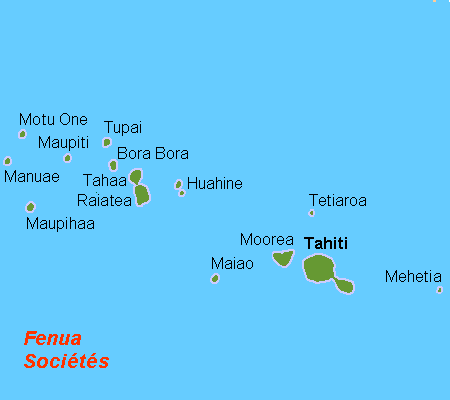
Översiktskarta

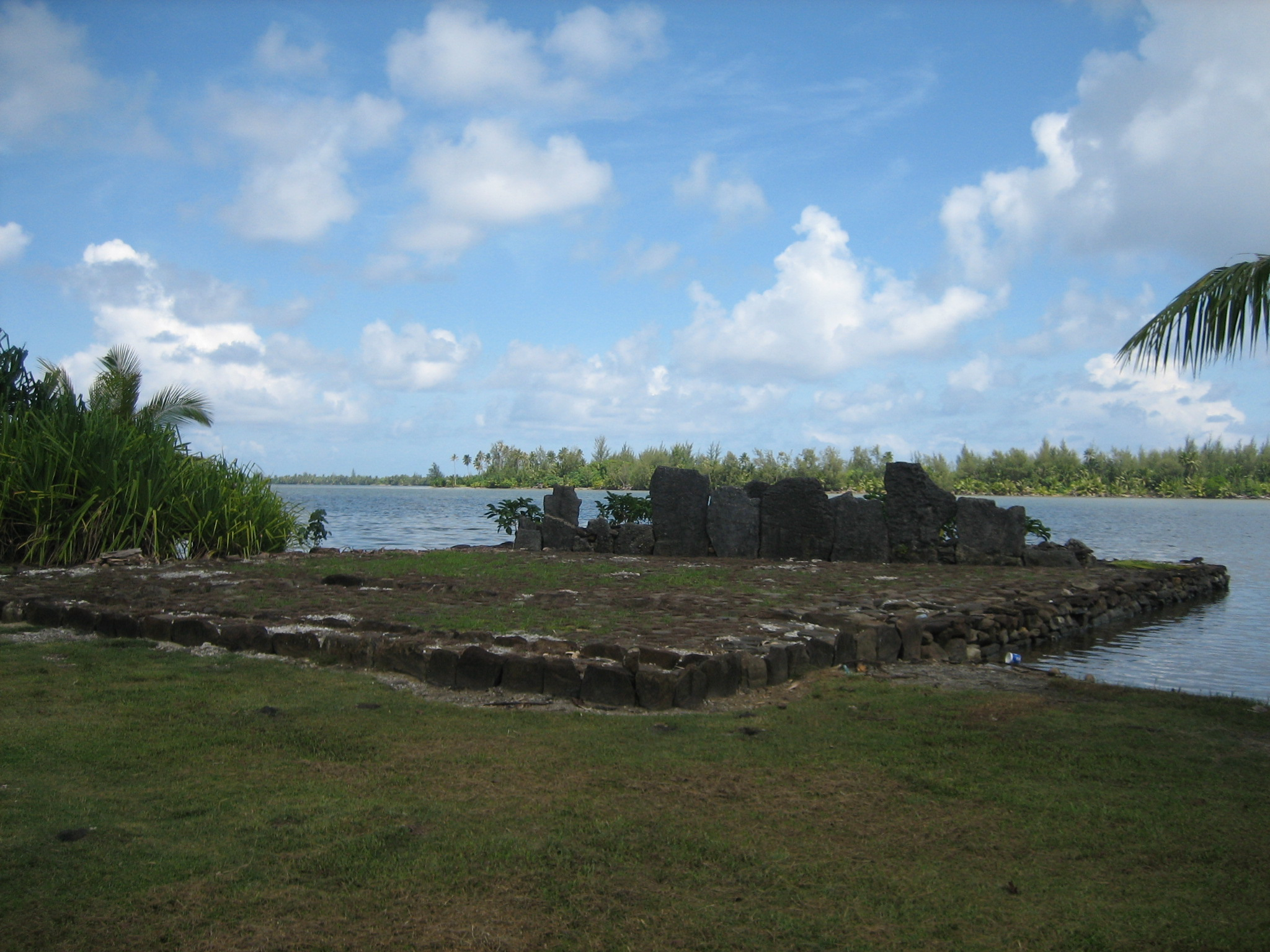
Maupihaa

Maupihaa (franska île Maupihaa eller Mopelia) är en ö i Franska Polynesien i Stilla havet.

## Geografi
Maupihaa-atollen ligger i ögruppen Sällskapsöarna och ligger ca 360 km nordväst om Tahiti.
Atollen har en area om ca 4 km² och är obebodd förutom några kokospalmodlare, förvaltningsmässigt tillhör atollen Maupiti.
Högsta höjden är endast någon m ö.h. och huvudön ligger innanför ett ca 8 km i diameter stort rev.

## Historia
Huahine har troligen alltid varit obebodd. Atollen upptäcktes 1767 av Samuel Wallis.
Den 2 augusti 1917 förliste den tyske kaptenen Felix von Luckner med sitt fartyg "Seeadler" vid atollen.
1903 införlivades ön tillsammans med övriga öar inom Franska Polynesien i det nyskapade Établissements Français de l'Océanie (Franska Oceanien).
1953 byggdes en meteorologisk mätstation på huvudön.